# 昆圖斯·凱基利烏斯·梅特盧斯·努米底庫斯
昆圖斯·凱基利烏斯·梅特盧斯·努米底庫斯（Quintus Caecilius Metellus Numidicus，約前155年—前91年），古羅馬貴族派領袖，因曾參與朱古達戰爭迎戰努米底亞人獲得外號「努米底庫斯」。
他是蓋烏斯·馬略的政敵，最終被判處流放。其子是昆圖斯·凱基利烏斯·梅特盧斯·皮烏斯。